# Warum hast du nicht nein gesagt

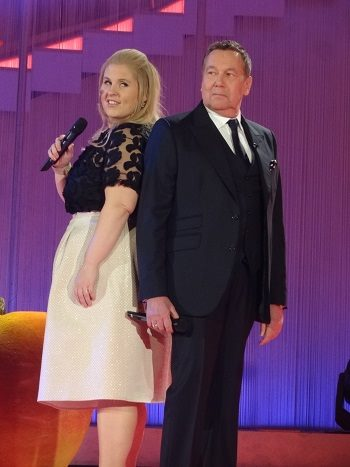
Interpreten des Duetts: Roland Kaiser und Maite Kelly

Warum hast du nicht nein gesagt ist ein Schlager-Duett mit Text und Musik von Götz von Sydow und Maite Kelly, das als Tonaufnahme mit Roland Kaiser und Maite Kelly als Sängern von Peter Wagner produziert am 12. September 2014 bei Sony veröffentlicht wurde.

## Inhalt
Der Song behandelt eine Affäre zweier in Partnerschaften lebenden Personen. Sie geben dabei jeweils dem anderen die Schuld.

## Veröffentlichung und Charts
Warum hast du nicht nein gesagt wurde im September 2014 erstmals veröffentlicht. In Deutschland platzierte sich das Lied auf Platz 55 und hielt sich insgesamt zwölf Wochen in den Charts. In Österreich kam das Lied auf Platz 42, in der Schweiz auf Platz 81.
Das Musikvideo auf YouTube wurde über 161 Millionen Mal abgerufen, das Video von SchlagerChampions 2021 über 196.000 Mal.

## Rezeption
Die Single erhielt 2022 eine fünffache Goldene Schallplatte für über 750.000 verkaufte Einheiten in Deutschland, damit zählt das Stück zu den meistverkauften deutschsprachigen Schlagern in Deutschland. 2016 erlangte die Single bereits Gold-Status, womit Kaiser erstmals nach 36 Jahren wieder eine Tonträgerauszeichnung für eine Single in Deutschland bekam – zuletzt war ihm das mit Santa Maria im Jahr 1980 gelungen. Kelly dagegen erhielt erstmals in ihrer Solokarriere eine Auszeichnung für eine Single. Am 12. Juni 2021 bekamen Kaiser und Kelly wegen des Erfolges von Warum hast du nicht nein gesagt einen Smago! Award als „erfolgreichste Schlager-Duett-Single + erfolgreichstes Schlagervideo aller Zeiten“.
| Land/Region        | Auszeichnungen für Musikverkäufe (Land/Region, Auszeichnung, Verkäufe) | Verkäufe |
| ------------------ | ---------------------------------------------------------------------- | -------- |
| Deutschland (BVMI) | 5× Gold                                                                | 750.000  |
| Österreich (IFPI)  | Gold                                                                   | 15.000   |
| Insgesamt          | 2× Gold · 2× Platin ·                                                  | 765.000  |